# Jean Dubois (linguiste)
Pour les articles homonymes, voir Jean Dubois et Dubois.
Jean Dubois, né le 17 août 1920 à Paris et mort le 15 avril 2015 à Aix-en-Provence, est un linguiste, grammairien et lexicographe français.
Il est le frère du lexicographe Claude Dubois (d) .

## Publications
- Dictionnaire de la langue française classique, en collaboration avec René Lagane, préface de P. Clarac, avec index grammatical, Paris, Librairie classique Belin, 1960, repris sous le titre Dictionnaire du français classique, en collaboration avec Alain Lerond, Paris, Larousse, 1971.

- Le vocabulaire politique et social en France de 1869 à 1872 à travers les œuvres des écrivains, les revues et les journaux, thèse pour le doctorat ès lettres, Paris, Larousse, 1962.

- Étude sur la dérivation suffixale en français moderne et contemporain. Essai d'interprétation des mouvements observés dans le domaine de la morphologie des mots construits, thèse complémentaire pour le doctorat ès lettres, Paris, Larousse, 1962.

- Nouveau dictionnaire étymologique et historique, avec Henri Mitterand (refonte du Dictionnaire étymologique de A. Dauzat), Paris, Larousse, 1964.

- Grammaire structurale : nom et pronom, Paris, Larousse, 1965.

- Grammaire structurale : le verbe, Paris, Larousse, 1965.

- Dictionnaire du français contemporain, avec René Lagane, Georges Niobey, Didier et Jacqueline Casalis, Henri Meschonnic, Paris, Larousse, 1967, devenu en 1980 Dictionnaire du français contemporain illustré (DFC).

- Grammaire structurale : la phrase et les transformations, Paris, Larousse, 1969.

- Éléments de linguistique française, avec Françoise Dubois-Charlier, Paris, Larousse, 1970.

- Introduction à la lexicographie : le dictionnaire, avec Claude Dubois, Paris, Larousse, 1971.

- La nouvelle grammaire du français, avec René Lagane, Paris, Larousse, 1973.

- Dictionnaire de linguistique, avec Mathée Giacomo, Louis Guespin, Christiane Marcellesi, Jean-Baptiste Marcellesi, Jean-Pierre Mevel, Paris, Larousse, 1973.

- Lexis, dictionnaire de la langue française, sous la direction de J. Dubois, avec Cl. Kannas, J. P. Mevel, S. Hudelot, etc., Paris, Larousse, 1975 ; réédité et augmenté sous le nom de Lexis, Larousse de la langue française, 1979.

- Grammaire de base, Paris, Larousse, 1976.

- Dictionnaire du français langue étrangère Niveau 1, avec F. Dubois-Charlier, Paris, Larousse, 1978.

- Dictionnaire du français langue étrangère Niveau 2, avec F. Dubois-Charlier, Paris, Larousse, 1979.

- Larousse de l'orthographe, avec F. Dubois-Charlier, Paris, Larousse, 1982, devenu Nouveau Larousse de l'orthographe en 1994.

- Dictionnaire du français au collège, Paris, Larousse, 1986.

- Petit dictionnaire de la langue française, collection Références, Paris, Larousse, 1988.

- Dictionnaire de poche de la langue française, avec F. Dubois-Charlier, J.P. Mevel, Paris, Hachette, 1993.

- Dictionnaire électronique des verbes français, avec F. Dubois-Charlier, 1993.

- Les verbes français, avec F. Dubois- Charlier, Paris, Larousse, 1994.

- Dictionnaire électronique des mots français, avec F. Dubois-Charlier, Aix, 1995.

- Dictionnaire électronique des affixes (préfixes et suffixes), avec F. Dubois-Charlier, Aix, 1995.

- Dictionnaire électronique des locutions, Aix, 1995.

- La dérivation suffixale, avec F. Dubois-Charlier, Paris, Nathan, 1999.

- Dictionnaire des suffixes en français, avec F. Dubois-Charlier, Aix, 2000.

- Composition et préfixation, avec F. Dubois-Charlier, Aix, 2001.

- Structures verbales, avec F. Dubois-Charlier, Aix, 2002.

- Locutions en français, avec F. Dubois-Charlier, Aix, 2004s.

- Adjectifs en français, avec F. Dubois-Charlier, Aix, 2005.

- Dictionnaire étymologique et historique du français, refonte totale du Nouveau Dictionnaire étymologique, avec H. Mitterand et la collaboration de F. Dubois-Charlier, Paris, Larousse, 2005.

- Le nombre en français, avec F. Dubois-Charlier, Aix, 2006.